# Ulica Generała Czuprynki we Lwowie
Ulica Generała Czuprynki (ukr. Ву́лиця Генера́ла Чупри́нки, Wułycia Henerała Czuprynky) – ulica we Lwowie w rejonie frankowskim, łącząca ulice Stepana Bandery i Akademika Stepana Rudnyckiego. Zabudowana w stylu polskiego modernizmu lat 30., radzieckiego konstruktywizmu lat 80. oraz współczesną zabudową pocz. XXI w. Przez ulicę przebiega linia tramwaju miejskiego nr 2.

## Nazwy ulicy

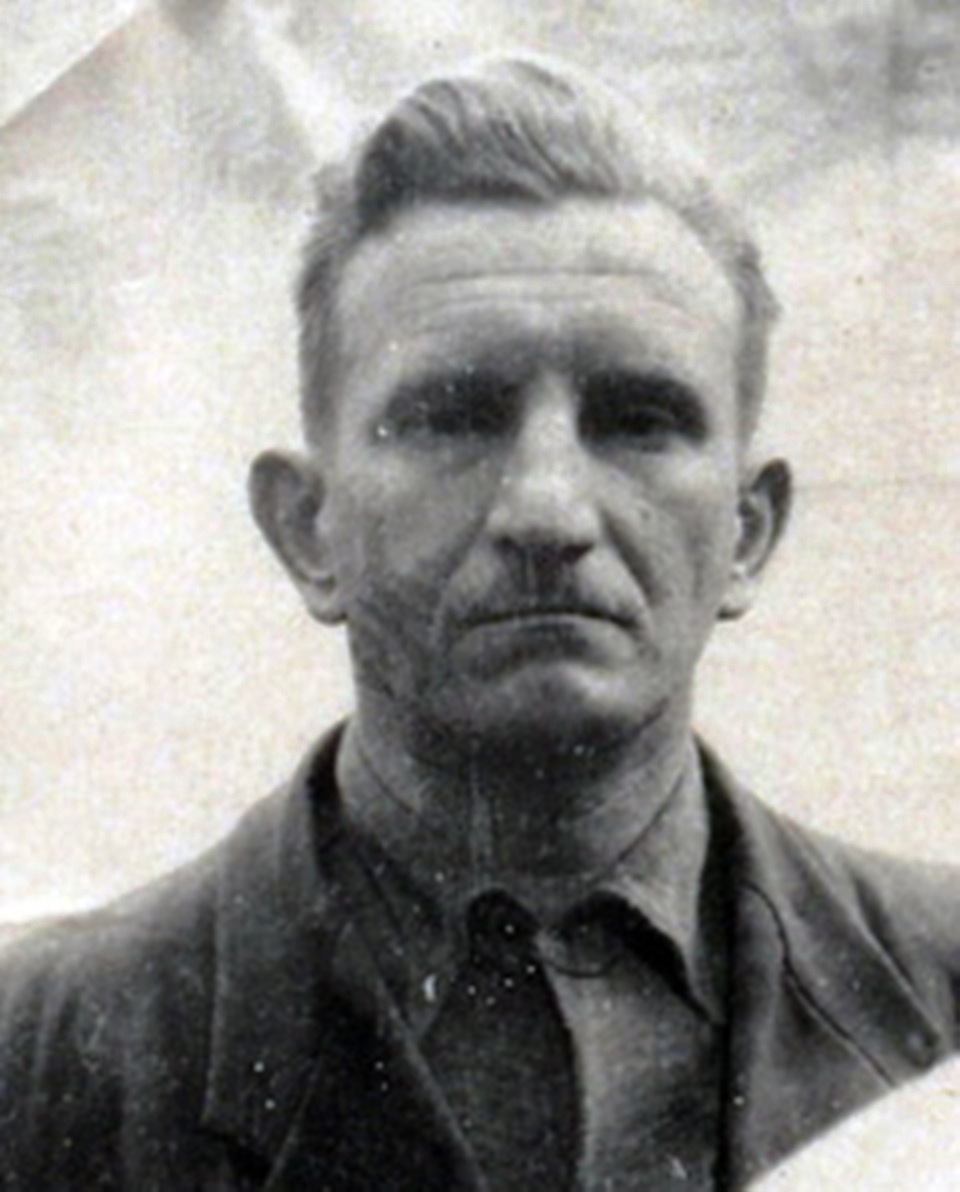
Roman Szuchewycz (ps. Taras Czuprynka), na cześć którego w 1996 nazwano ulicę

- ul. Standowska (do 1863) – pierwsza znana nazwa ulicy.
- ul. Krzyżowa (1863–1910) – nazwa pochodzi od kamiennego krzyża, który stał na początku ulicy przy kościele Św. Marii Magdaleny.
- ul. Andrzeja Potockiego (1910–1940) – nazwa przyjęta na cześć Andrzeja Potockiego, namiestnika Królestwa Galicji i Lodomerii, zastrzelonego 12 kwietnia 1908 przez ukraińskiego studenta Myrosława Siczynskiego.
- ul. Aleksandra Puszkina (1940–1941) – nazwa przyjęta przez radzieckie władze okupacyjne w grudniu 1940 r. na cześć rosyjskiego pisarza Aleksandra Puszkina.
- ul. Andrzeja Potockiego (1941–1942) – nazwa przywrócona na początku okupacji niemieckiej.
- Siegfriedstraße (1942–1944) – nazwa z okresu okupacji niemieckiej, przyjęta nie później niż w maju 1942 r.
- ul. Andrzeja Potockiego (1944) – nazwa przywrócona w lipcu 1944 r. w czasie powstania lwowskiego
- ul. Aleksandra Puszkina (1944–1996) – nazwa przyjęta ponownie w grudniu 1944, po wkroczeniu do miasta Armii Czerwonej.
- ul. Generała Czuprynki (od 1996) – nazwa przyjęta 25 kwietnia 1996 na cześć naczelnego dowódcy UPA gen. Romana Szuchewycza (ps. Taras Czuprynka)[3].

W 2023 pojawiła się propozycja ponownej zmiany nazwy ulicy. 28 marca radny miejski Swiatosław Szeremeta zwrócił się do mera Lwowa Andrija Sadowego z propozycją zmiany nazwy na „ulica Romana Szuchewycza – Generała Czuprynki” oraz ustanowienia pomnika Romana Szuchewycza na skwerze między ulicami Generała Czuprynki i Stepana Bandery. W odpowiedzi z 10 maja zastępca mera Andrij Moskalenko zawiadomił radnego, że propozycja zmiany nazwy została włączona do porządku dziennego posiedzenia Komisji ds. zmian nazw ulic i placów Lwowa.

## Budynki

### Nr 1-40
Nr 1. Budynek Lwowskiej Szkoły Trywialnej św. Marii Magdaleny. Szkoła została założona w 1816. Początkowo mieściła się w dawnym klasztorze dominikańskim św. Marii Magdaleny. W 1831 szkoła została przeniesiona do prywatnego budynku, znajdującego się przy ul. Nowy Świat (obecnie – ul. Stepana Bandery), gdzie mieściła się do 1870. Później władze miejskie Lwowa zleciły budowę kilku budynków szkolnych według projektu Juliusza Hochbergera. Obecny budynek został wybudowany w 1883 jako pomieszczenia dla Gimnazjum Żeńskiego im. św. Marii Magdaleny. Obecnie mieści się w nim miejska Szkoła Średnia nr 3 z ukraińskim językiem nauczania.
Szkoła została rozbudowana w latach 1931–1932 według projektu inż. Tadeusza Pisiewicza poprzez dobudowanie dwupiętrowej tzw. „białej” szkoły męskiej. Dobudowa została wykonana w stylu modernizmu z elementami kubizmu. 23 września 2008 została wniesiona na listę zabytków, które nie podlegają prywatyzacji, pod nrem 206. Obecnie w dobudowanej części budynku szkoły mieści się miejskie Liceum nr 10 im. św. Marii Magdaleny z nauczaniem dwujęzycznym w języku ukraińskim i języku polskim.
Nr 5. Willa Jana Bromilskiego, zbudowana w latach 1889–1890 według projektu Alfreda Kamienobrodzkiego w stylu późnego historyzmu. W czasach radzieckich w budynku mieściły się urzędy administracji publicznej. Po odzyskaniu niepodległości przez Ukrainę w budynku mieściły się biura różnych organizacji, m.in. redakcji gazety „Switło i tiń” oraz skrajnie nacjonalistycznej organizacji UNA-UNSO. W późniejszych latach budynek został w znacznym stopniu przebudowany.
Nr 6. Czteropiętrowa kamienica, zbudowana w latach 1910–1911 przez architekta Ferdynanda Kasslera w stylu neoklasycyzmu z początku XX w. w połączeniu z elementami architektury późnej secesji. Prace wykonała firma budowlano-projektowa Adama Opolskiego i Ignacego Kędzierskiego. Obecnie na pierwszym piętrze budynku mieści się Konsulat Honorowy Austrii we Lwowie.
Nr 11. Willa Kazimiery Skwarczyńskiej, zbudowana w latach 1889–1890 według projektu Juliana Zachariewicza i Iwana Łewynskiego. Obecnie w budynku mieści się regionalny oddział Banku Piwdennego we Lwowie.
Nr 11а. Dom Józefa Skwarczyńskiego, zbudowany przez firmę Iwana Łewynskiego, prawdopodobnie według projektu Tadeusza Obmińskiego i Ołeksandra Łuszpinskiego w latach 1906–1907.
Nr 14. Budynek, w którym w latach 1896–1902 mieszkał wybitny ukraiński pisarz Iwan Franko. Pierwsza tablica, upamiętniająca ten fakt, została ustanowiona w 1956, a w 1986 została zastąpiona tablicą z brązu wykonaną przez rzeźbiarza Petra Mazura.
Nr 19. Willa architekta Michała Kowalczuka, zbudowana według jego własnego projektu w latach 1902–1903. Do czasów obecnych zachowała się w znacznie zmienionej formie.
Nr 21. Willa Dziwińskich lub Willa na Krzyżu, zbudowana przez firmę Iwana Łewynskiego według projektu architektów firmy (architektem prawdopodobnie był Michał Kowalczuk). Obecnie należy do Towarzystwa Naukowego im. Szewczenki.
Nr 26, 28, 30. Budynki Juliana Cybulskiego, zbudowane według jego projektów w latach 1904–1905, ozdobione dekoracjami rzeźbiarza Bronisława Sołtysa. W budynku nr 26 mieszkał ukraiński artysta i poeta Wołodymyr Szyłan.
Nr 27. Willa Walentyna Kruszewskiego, zbudowana w latach 1900–1901 w stylu secesji przez biuro budowlano-projektowe Iwana Łewynskiego, prawdopodobnie według projektu Emanuela Jarymowicza.
Nr 38. Budynek zaprojektowany przez architekta Juliana Cybulskiego w 1907 roku, z rzeźbami Atlantów autorstwa Bronisława Sołtysa. Mieściło się w nim biuro projektowe Juliana Cybulskiego oraz jego prywatne mieszkanie. Obecnie w budynku mieści się oddział banku państwowego Oszczadbank.

### Nr 41-80
Nr 45. Budynek Państwowego Gimnazjum Żeńskiego im. Królowej Jadwigi, zbudowany w latach 1930–1934 według projektu Adama Opolskiego i Ignacego Kędzierskiego. W okresie okupacji radzieckiej i niemieckiej (do 1944) w budynku dawnej szkoły mieścił Instytut Badań nad Tyfusem Plamistym i Wirusami, kierowany przez prof. Rudolfa Weigla, w którym prowadzono badania oraz produkcję szczepionek przeciw tyfusowi. W 1946 władze radzieckie zorganizowały w budynku poradnię onkologiczną. Obecnie znajduje się w nim Miejski Szpital Kliniczny nr 5 oraz Instytut Patologii Krwi i Medycyny Transfuzjologicznej Narodowej Akademii Nauk Medycznych Ukrainy.
Nr 49. (dawny adres ul. Krzyżowa 36) Czteropiętrowa kamienica, zbudowana w latach 1908–1909 przez architekta Józefa Piątkowskiego dla rodziny Bromilskich. Dekoracje rzeźbiarską wykonał Zygmunt Kurczyński. Budynek posiada cechy stylistyczne neoklasycyzmu z początku XX w. z wpływami architektury niemieckiej. W latach 50. XX w. mieścił się w nim Dom Studenta nr 2 Lwowskiego Uniwersytetu Państwowego im. Iwana Franki. Obecnie mieści się w nim Wydział Dziennikarstwa Lwowskiego Uniwersytetu Narodowego im. Iwana Franki.
Nr 50-52. Dom Biesiadeckiego, wybudowany w 1901 stylu neogotyckim, według projektu Józefa Sosnowskiego. Budynek przypomina średniowieczny zamek. Uwagę przyciągają: potężna narożna wieża z blankami, balkon podobny do wykusza, ściany wykonane z bloków piaskowca oraz rzeźba lwa przed wejściem do kamienicy nr 50. W istocie tzw. Dom Biesiadeckiego to dwie oddzielne kamienice z osobnymi wejściami i klatkami schodowymi. Do Franciszka Biesiadeckiego, znanego bibliofila i kolekcjonera, należała kamienica nr 50 (od 1919). Właścicielem kamienicy nr 52 (narożnej, z wieżą) do roku 1929 był Antoni Kraiński, a następnie Wincenty Waligóra, dyrektor spółki „Karpaty” dystrybuującej produkty naftowe (m.in. olej Galkar). W 1939 obie kamienice zostały przejęte na potrzeby Armii Czerwonej.
Nr 58. Od 2 listopada 1935 w budynku mieściła się siedziba Ukraińskiego Towarzystwa Technicznego. Tego samego dnia na fasadzie budynku odsłonięto tablicę pamiątkową, poświęconą członkom Towarzystwa, podległym w czasie działań wojennych w latach 1914–1920. W budynku mieszkał ukraiński aktor i reżyser Borys Romanycki, jeden z założycieli Teatru im. Mariji Zańkoweckiej.
Nr 58a. Budynki dawnego przedsiębiorstwa budowlanego Iwana Łewynskiego. Budowę pierwszych budynków rozpoczęto w 1885. Na początku XX w. kompleks składał się z około 50 budynków o różnym przeznaczeniu. 
Nr 59. Willa "Romana" (dawny adres: ul. Kryżowa 55), zbudowana w latach 1901–1902 według projektu biura budowlano-projektowego Iwana Łewynskiego dla Romana Załozieckiego, profesora Politechniki Lwowskiej. Po przebudowie w latach 1906–1907 w architekturze willi pojawiły się motywy budownictwa ludowego stylizowane na secesję. Prof. Roman Załoziecki i jego syn Wołodymyr, krytyk sztuki, mieszkali w willi do 1939. Willa nie przetrwała do dziś. W latach 60. na miejscu willi zbudowano pięciopiętrowy budynek mieszkalny.
Nr 61. Willa Wincentego Rawskiego młodszego, zbudowana według jego własnego projektu w 1896 w stylu malowniczego historyzmu. Na przełomie lat 20. i 30. XX w. dom był własnością Zgromadzenia Sióstr Służek Najświętszej Maryi Panny Niepokalanej. W tym okresie budynek został przebudowany i dobudowano lewe skrzydło. 
Po przyłączeniu Lwowa do Związku Radzieckiego budynek został przejęty przez władze radzieckie i wykorzystywany jako placówka medyczna. Od 1945 mieściła się w nim Przychodnia Robotnicza nr 6, a później Przychodnia Dziecięca nr 5. Na początku lat 50. XX w. w budynku mieścił się oddział ratunkowy Obwodowego Szpitala Klinicznego oraz przychodnia Dziecięcego Szpitala Somatycznego. Po wybudowaniu budynku przychodni Miejskiego Szpitala Klinicznego nr 5 (obecnie ul. Generała Czuprynki 43) w latach 60. XX w. do nowego budynku została przeniesiona przychodnia dla dorosłych, natomiast w pomieszczeniach dawnej willi zorganizowano przychodnię dziecięcą Miejskiego Szpitala Klinicznego nr 5, która działa w tym miejscu do dziś.
Nr 65, 67, 69. Kamienice czynszowe Alfreda Zachariewicza, zbudowane według jego projektu w latach 1911–1913 w stylu racjonalnej secesji. Obecnie w budynkach mieszczą się: Komenda Policji Rejonu Frankowskiego oraz Frankowski Sąd Rejonowy.
Nr 70. Cerkiew greckokatolicka św. Klemensa. Dawny rzymskokatolicki kościół Matki Bożej Nieustającej Pomocy i klasztor Karmelitów Bosych, zbudowany w latach 1893–1895 przez niemieckiego architekta Franza Statza. Projekt neogotyckiego kościoła został zmodyfikowany przez Iwana Łewynskiego. W 1895 r. Julian Zacharewicz zaprojektował główny i dwa boczne ołtarze w stylu neogotyckim. Rzeźbiarze Antoni Popiel i Tadeusz Sokulski wykonali je w latach 1895–1898. Obok kościoła znajduje się niewielki, parterowy budynek, dawny dom kapelana. 
Od czasów radzieckich do 2017 w celach dawnego klasztoru mieścił się punkt obsługi klienta lwowskiej miejskiej sieci telefonicznej (obecnie lwowski oddział operatora Ukrtelecom S.A.). W 2017 roku Ukrtelecom zwrócił pomieszczenia dawnych cel klasztornych cerkwi i od tego czasu mieści się tam przedszkole „Dzieci Światła”, należące do Metropolii Lwowskiej Ukraińskiego Kościoła Greckokatolickiego.
Nr 72. Dawna willa architekta i profesora Politechniki Lwowskiej Gustawa Bisanza, zbudowana według jego własnego projektu w latach 1900–1903. W czasach radzieckich w willi mieściło się przedszkole. Od początku lat 90. XX w. mieszczą się w niej służby techniczne lwowskiej miejskiej sieci telefonicznej (obecnie lwowski oddział operatora Ukrtelecom S.A.).

### Nr 81–160
Nr 85. Siedziba Frankowskiej Administracji Rejonowej m. Lwowa. W budynku mieści się również oddział terytorialny Centrum Nadania Usług Administracyjnych w Rejonie Frankowskim m. Lwowa.
Nr 94. Willa Kazimierza Skibniewskiego, zbudowana w latach 1909–1912 przez firmę budowlano-projektową Michała Ulama. Obecnie mieści się w niej miejskie przedszkole ze żłobkiem nr 93 na 88 miejsc.
Nr 96. Willa Podolianka (dawny adres: ul. Krzyżowa 54). Dawna willa architekta Michała Kowalczuka, zbudowana według jego własnego projektu w latach 1907–1908. Willa jest przykładem ukraińskiego stylu narodowego w architekturze Lwowa początku XX w. Willa została zbudowana jako częściowo dwupiętrowy, częściowo trzypiętrowy budynek z dachem pokrytym dachówką. Michał Kowalczuk mieszkał w niej do swojej śmierci w 1938. 
W marcu 2014 dzięki zbiorowej inicjatywie pod kierownictwem lwowskiego krajoznawcy Ihora Melnyka na posiedzeniu Rady Konsultacyjnej do spraw ochrony dziedzictwa kulturowego w obwodzie lwowskim, postanowiono o wniesieniu Willi Podolianka na Listę Nowoodkrytych Zabytków Architektury i Urbanistyki. Propozycja uzyskała poparcie Rady Naukowo-Metodycznej do spraw Ochrony Dziedzictwa Kulturowego, działającej przy Ministerstwie Kultury i Turystyki Ukrainy. Następnie w drodze rozporządzenia Ministerstwa Kultury Ukrainy nr 869 z dnia 15 października 2014 r. budynek został wpisany do Państwowego Rejestru Zabytkowych Nieruchomości Ukrainy pod nr 2964-Lv.
W 2021 r. wybuchł skandal wokół nowej właścicielki Willi, którą oskarżono o celowe niszczenie zabytkowego budynku.
Nr 101. Biblioteka Naukowo-Techniczna Narodowego Uniwersytetu Leśnictwa Ukrainy. W okresie II Rzeczypospolitej w tym miejscu znajdował się greckokatolicki Żeński Klasztor Wasylianek św. Makryny. Pod koniec lat 30. XX w. planowano budowę greckokatolickiej cerkwi św. Jana Bożego. Budowę rozpoczęto w 1936 według projektu architekta Romana Hrycaja, ale nie udało się jej zakończyć przez wybuch drugiej wojny światowej. W latach 50. XX w. budynek cerkwi został przekształcony w bibliotekę.
Nr 103. Dawny budynek gimnazjum i bursy Ukraińskiego Towarzystwa Pedagogicznego, zaprojektowany przez architektów Tadeusza Obmińskiego i Lwa Łewynskiego. Obecnie budynek należy do Narodowego Uniwersytetu Leśnictwa Ukrainy (budynek administracyjny). 11 października 2018 na fasadzie budynku zamontowano tablicę pamiątkową ku czci greckokatolickiego metropolity Andrzeja Szeptyckiego, wykonaną przez rzeźbiarza Jarosława Skakuna.
Nr 105. Korpus nr 1 Narodowego Uniwersytetu Leśnictwa Ukrainy. Zbudowany w 1977 według projektu W. Kuzubowa.

## Pomniki i tablice pamiątkowe

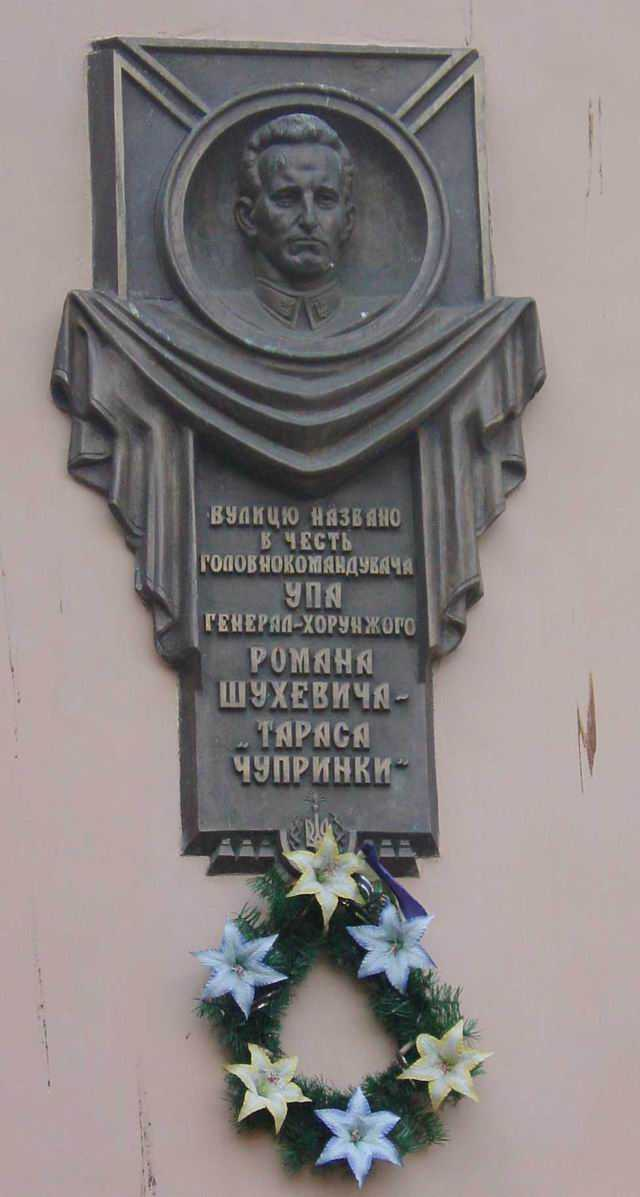
Tablica Romana Szuchewycza na fasadzie Liceum im. św. Marii Magdaleny

Po nadaniu nowej nazwy "ul. Generała Czuprynki" w 1996 na fasadzie Liceum nr 10 z polskim językiem nauczania (tzw. szkoły polskiej) decyzją władz miejskich Lwowa została ustanowiona tablica pamiątkowa na cześć patrona ulicy – gen. Romana Szuchewycza, naczelnego dowódcy UPA. W sprawie antypolskiej tablicy pamiątkowej bezskutecznie inwerweniował Konsul Generalny RP we Lwowie.
27 grudnia 2015 na skrzyżowaniu ulic Stepana Bandery, Generała Czuprynki i Mychajła Werbyckiego odbyło się uroczyste odsłonięcie pomnika Mychajła Werbyckiego, ukraińskiego kompozytora i działacza społecznego, autora muzyki do pieśni Szcze ne wmerła Ukrajina (ukr. Ще не вмерла Україна) – hymnu narodowego Ukrainy. Autorami pomnika są lwowscy rzeźbiarze – Wołodymyr i Andrij Suchorscy. Pomnik ma wysokość 2,9 metra. Kompozycja składa się z brązowej rzeźby postaci Michajła Werbyckiego i granitowej steli z nutami metodii hymnu narodowego Ukrainy. Projekt, wykonanie i ustanowienie pomnika zostały zlecone przez Lwowskie Regionalne Towarzystwo Społeczno-Kulturalne „Nadsanie” (ukr. Львівське регіональне суспільно-культурне товариство «Надсяння»), które zrzesza Ukraińców, przesiedlonych w latach 1944-1946 z Polski do Ukrainy. Pomnik został wykonany i ustanowiony dzięki społecznej zbiórce pieniędzy, zorganizowanej przez Towarzystwo.
6 grudnia 2021 r. na fasadzie budynku Wydziału Dziennikarstwa odsłonięto tablicę pamiątkową poświęconą Tarasowi Matwijiwu (ps. Sarmat), studentowi Wydziału, odznaczonemu pośmiertnie tytułem honorowym Bohatera Ukrainy. Taras Matwijiw poległ 10 lipca 2020 podczas walk z armią rosyjską w obwodzie ługańskim.

## Edukacja
•	Liceum nr 10 im. św. Marii Magdaleny – jedna z dwóch szkół miejskich we Lwowie z nauczaniem dwujęzycznym w języku ukraińskim i języku polskim (ul. Generała Czuprynki 1).

•	Wydział Dziennikarstwa Lwowskiego Uniwersytetu Narodowego im. Iwana Franki (ul. Generała Czuprynki 49).

•	Miejski żłobek i przedszkole nr 93 (ul. Generała Czuprynki 94).

•	Narodowy Uniwersytet Leśnictwa Ukrainy (ul. Generała Czuprynki 103).

## Przyroda
Przy ulicy Generała Czuprynki znajduje się ogród botaniczny Narodowego Uniwersytetu Leśnictwa Ukrainy, założony w 1991 r., oraz park miejski Piaskowe Jeziora (dawniej Jeziora Ałtaju), założony w latach 50. XX w.

## Znani mieszkańcy
•	Wasyl Kujbida – mer Lwowa w latach 1994–2002.

•	Lubomyr Buniak – mer Lwowa w latach 2002–2005.

## Zdjęcia

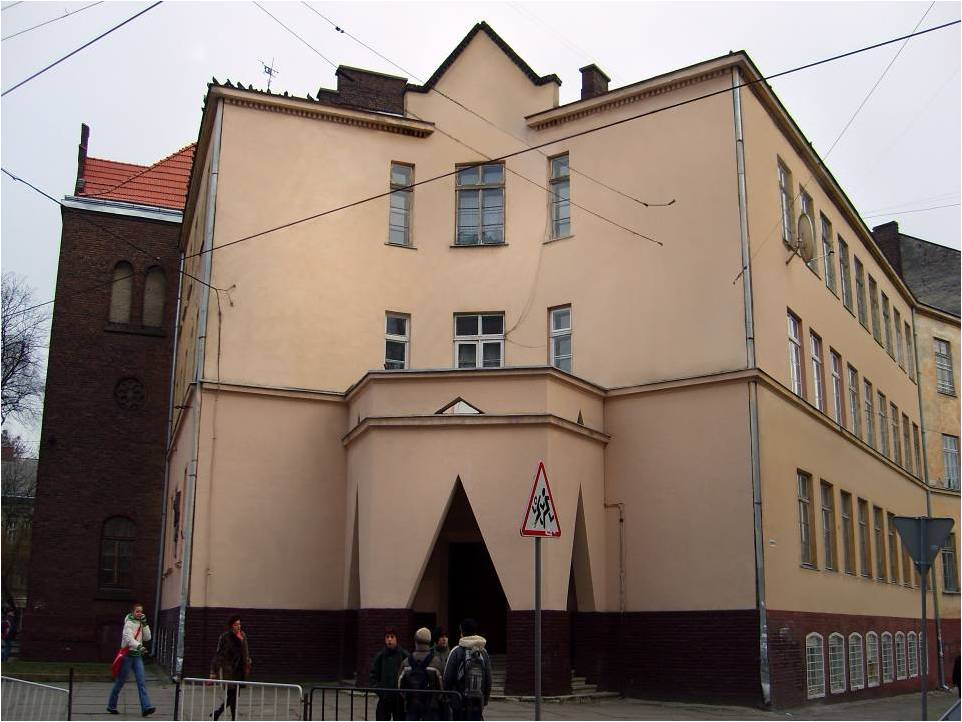
Liceum nr 10 im. św. Marii Magdaleny (ul. Czuprynki 1)
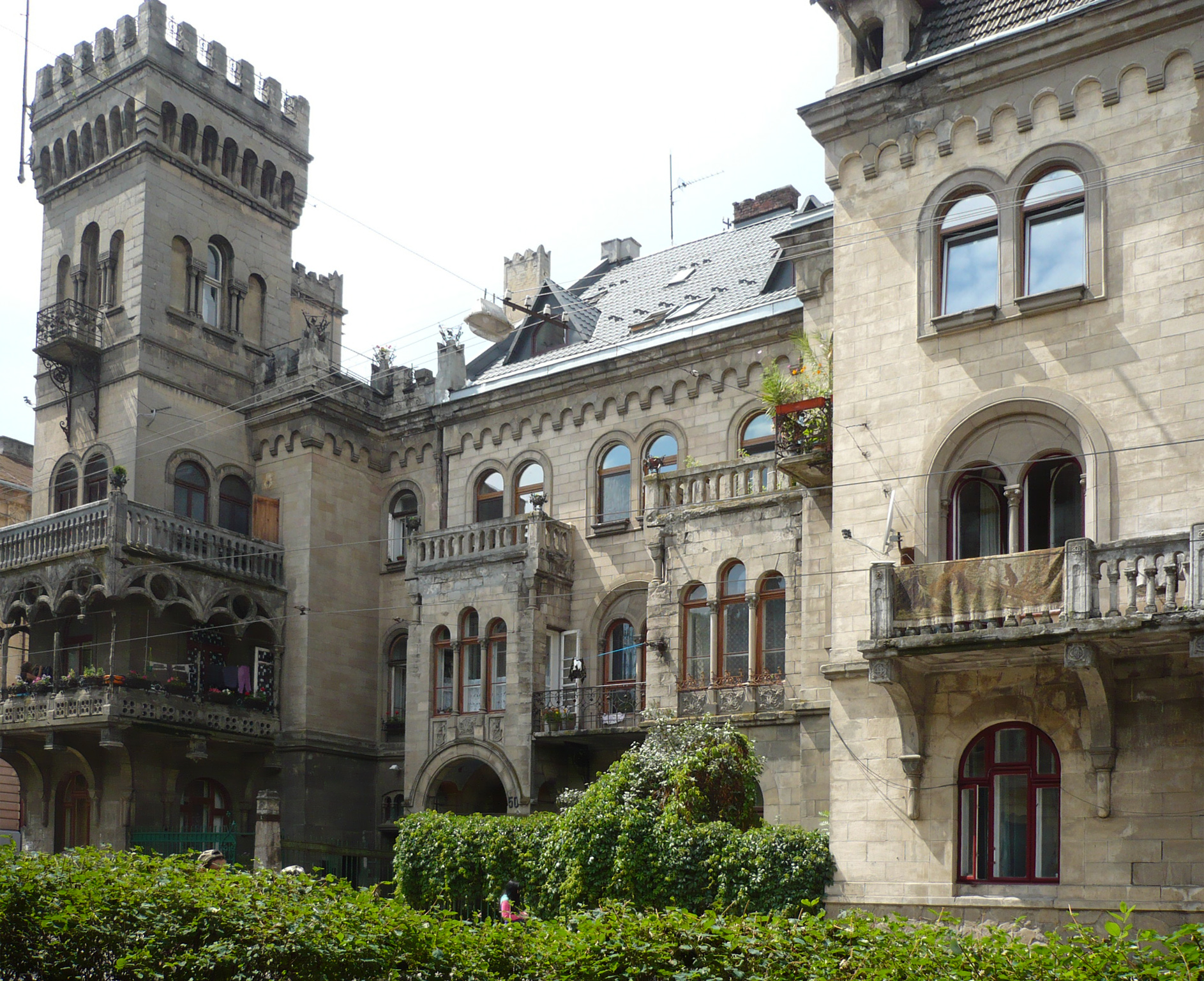
Tzw. Dom Biesiadeckiego (ul. Czuprynki 50-52)
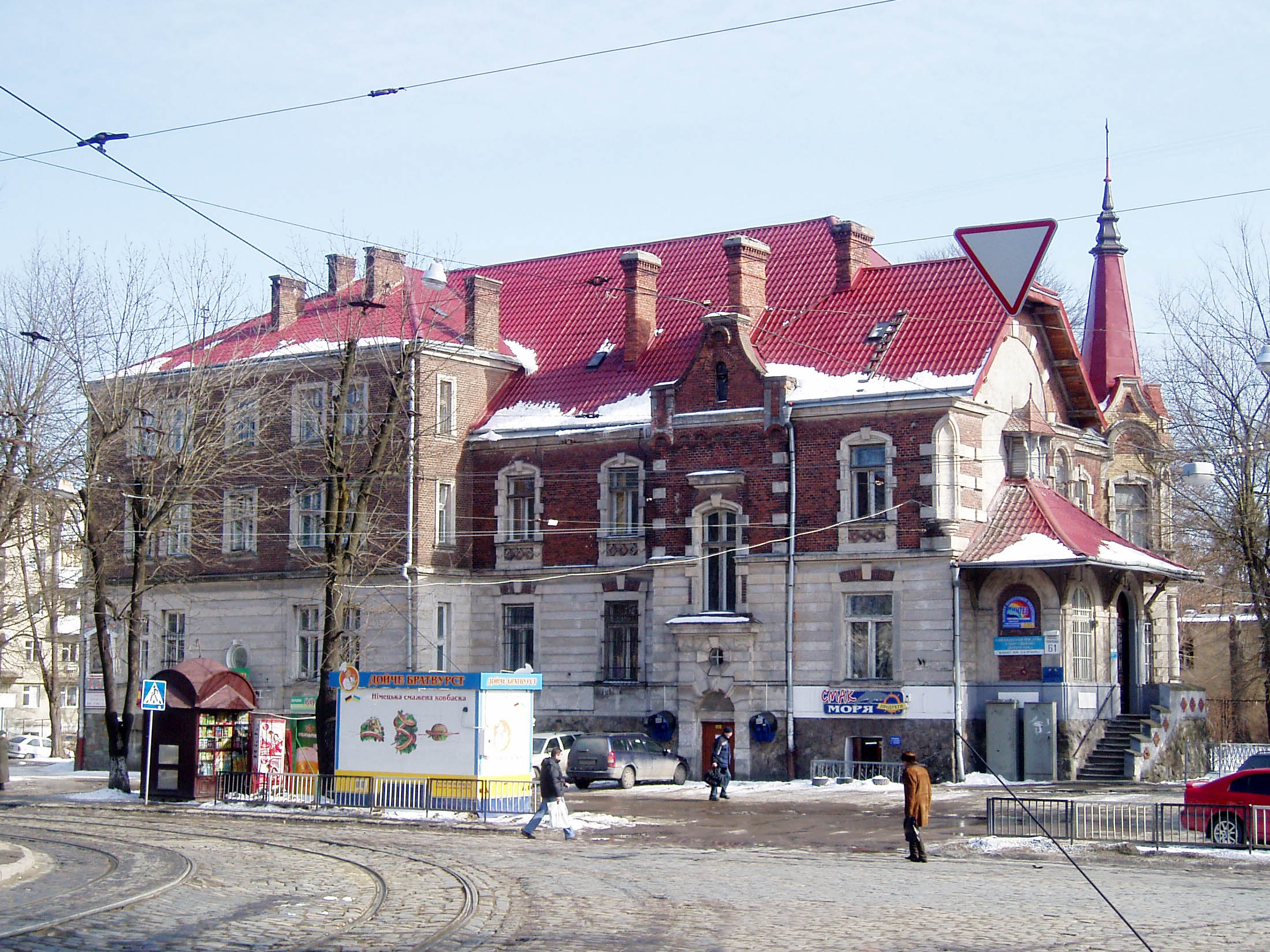
Dawna willa architekta Wincentego Rawskiego młodszego (ul. Czuprynki 61)
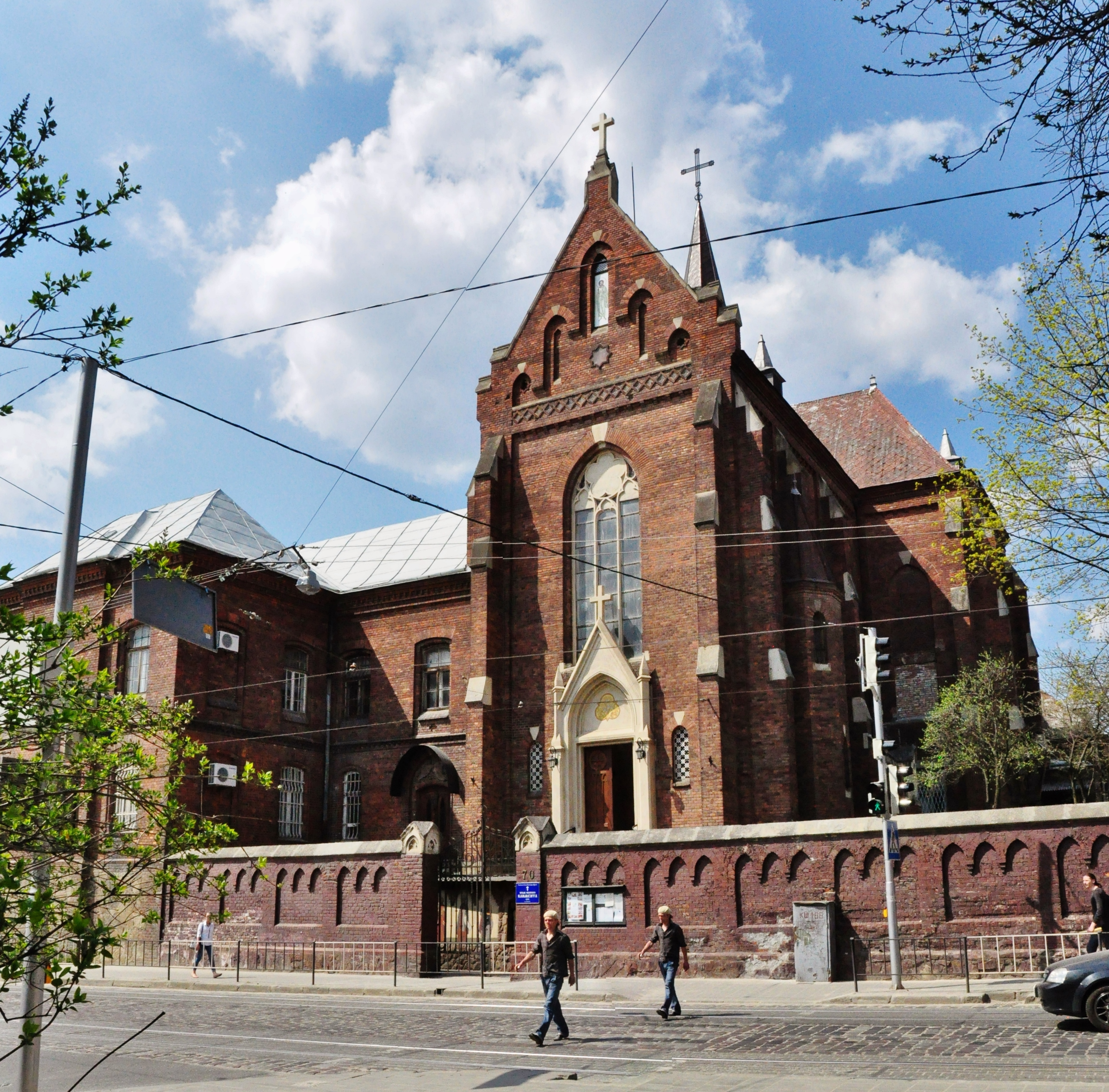
Cerkiew św. Klemensa (ul. Czuprynki 70)
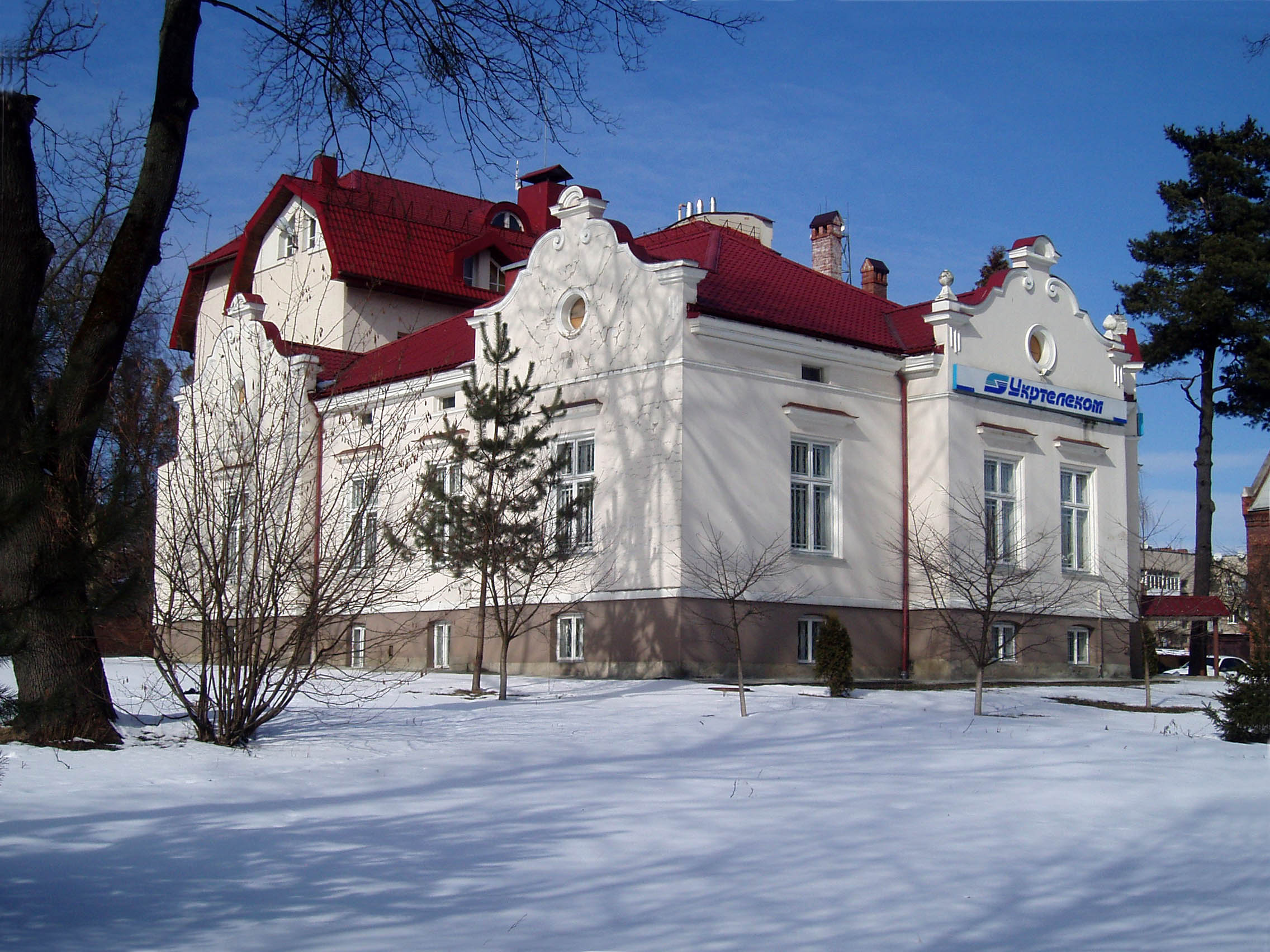
Dawna willa architekta Gustawa Bisanza (ul. Czuprynki 72)
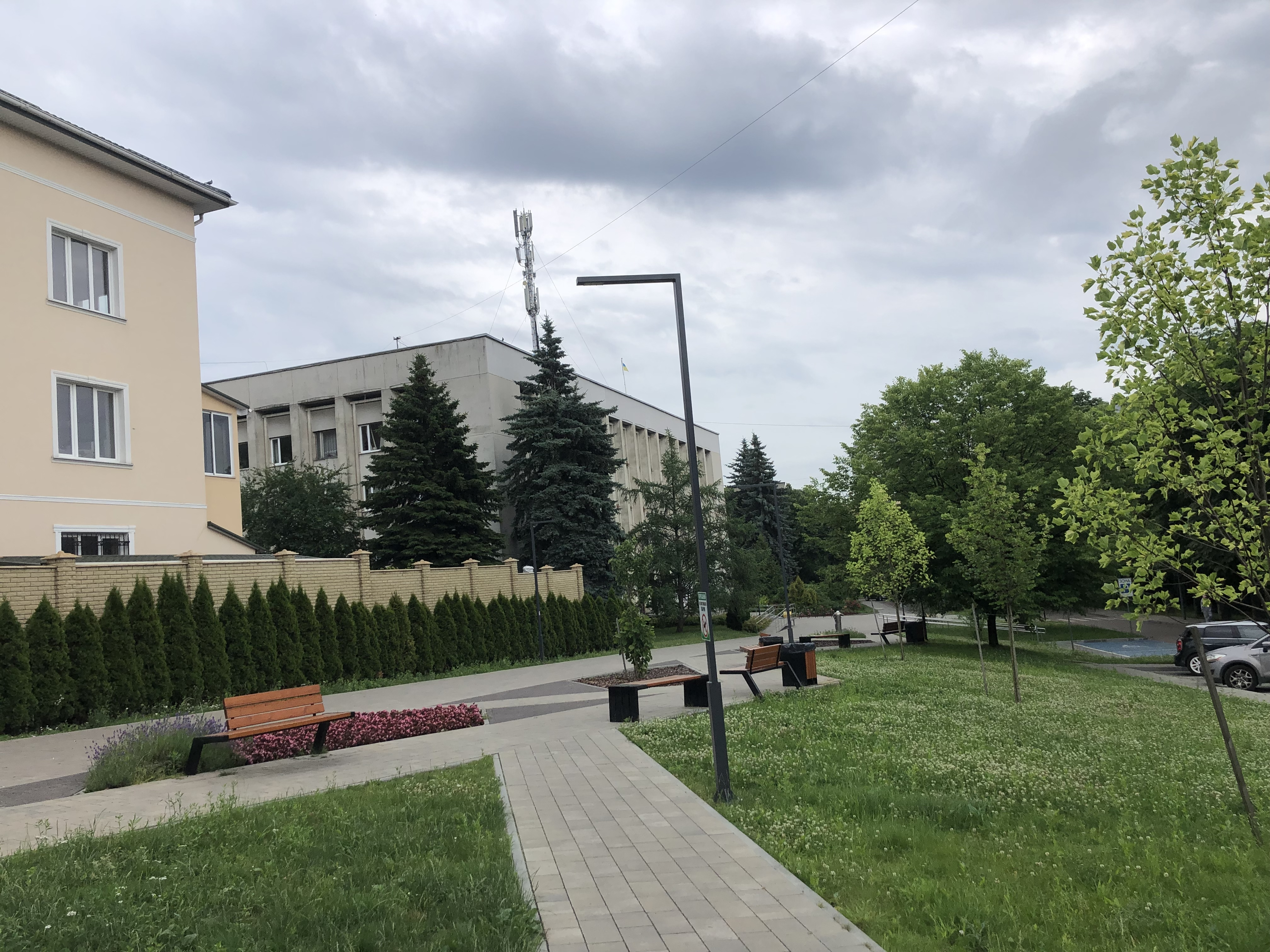
Skwer przed Centrum Nadania Usług Administracyjnych (ul. Czuprynki 85)
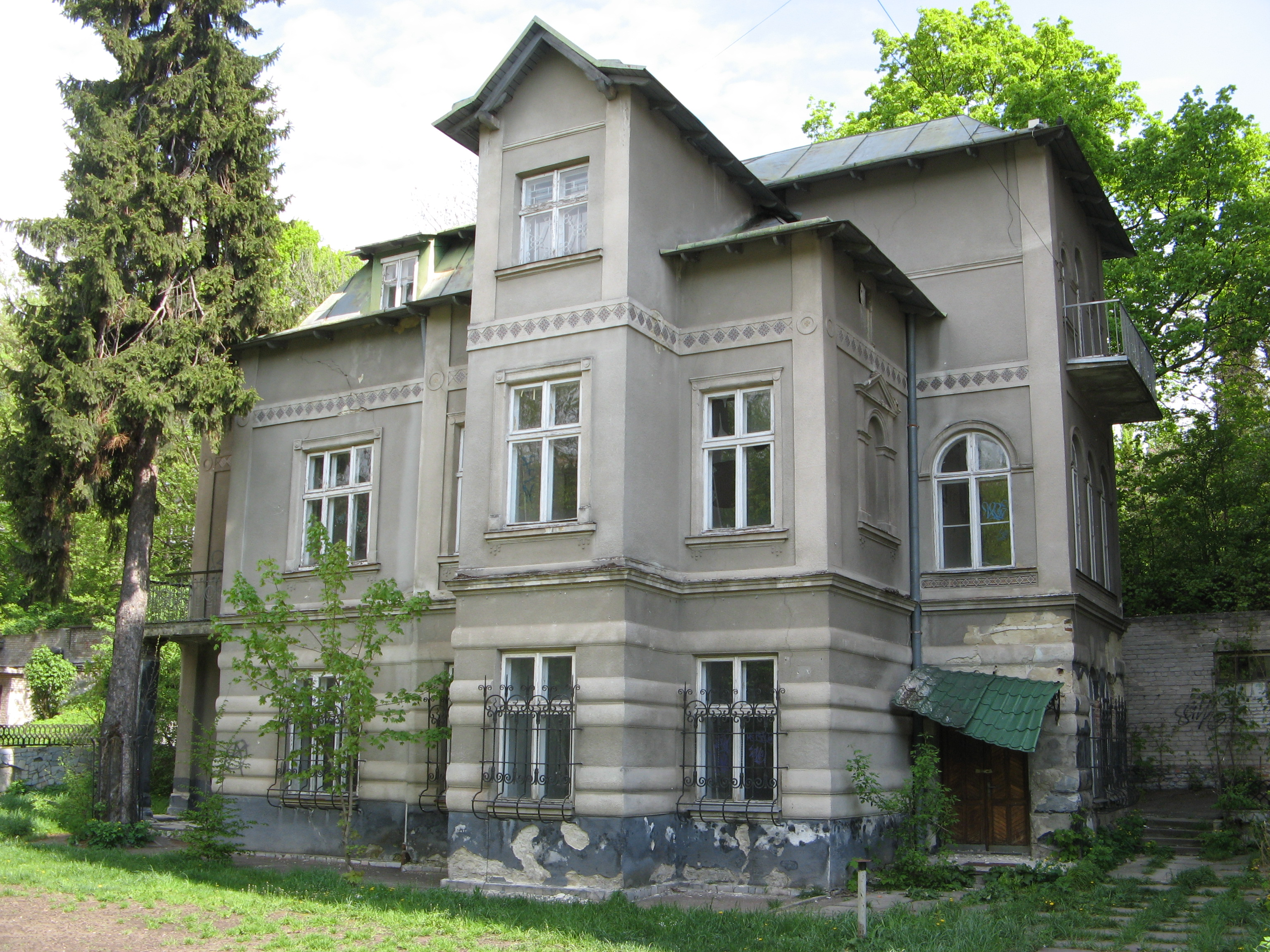
Willa Podolianka (ul. Czuprynki 96)
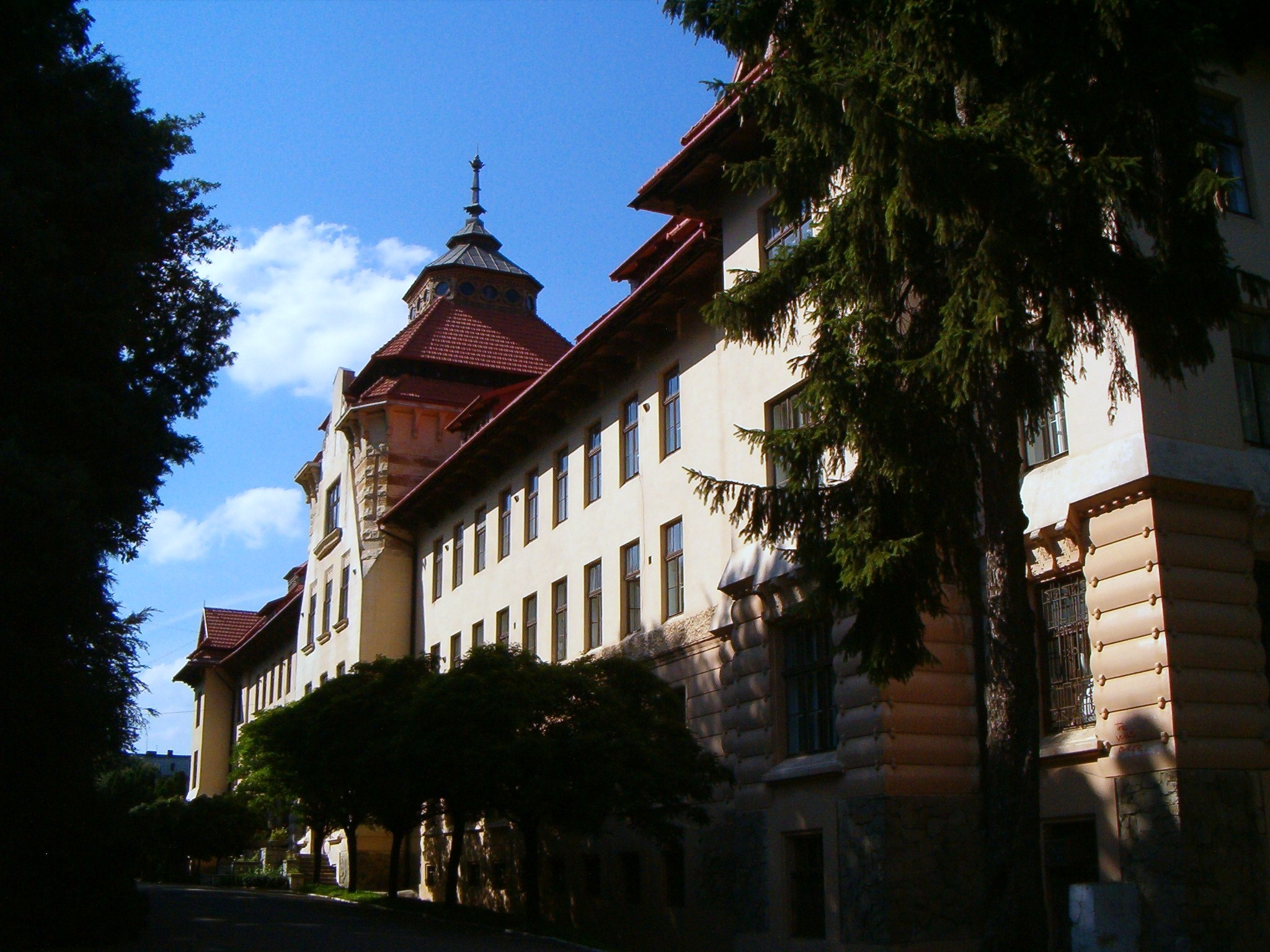
Budynek administracyjny Narodowego Uniwersytetu Leśnictwa Ukrainy (ul. Czuprynki 105)